# Csou írása
Csou (Zhou) írása tágabb értelemben a Csou (Zhou)-dinasztia idején létezett, a kínai írás korai formájának, a nagy pecsétírás ritkábban használt megnevezése, szűkebb értelemben pedig a nagy pecsétírás egyik változata. Elnevezését, a Csou (Zhou)-udvar hivatalnokáról, a „Történész” Csou (Zhou) (Si Csou (Shi Zhou) 史籀)-ról kapta, aki uralkodója megbízásából kanonizálta a kínai írás addigi írásjegyeit.
Megjegyzendő, hogy a dinasztia nevében szereplő csou (zhōu) 周 írásjegy nem azonos a „Történész” Csou (Zhou) nevében szereplő csou (zhòu) 籀 írásjeggyel. A két szó csak a zenei hangsúlyt nem jelölő latin betűs átírás esetén tűnhet azonosnak, éppen ezért nem keverendők össze.

## Története
A kínai történetírói hagyomány szerint a számtalan változatban létezett írásjegyek első kanonizálását a hagyomány szerint a Csou (Zhou)-ház egyik uralkodója, Hszüan (Xuan) 宣 király (i. e. 827-782) rendelte el, a feladattal pedig a „Történész” vagy „Történetíró” Csou (Zhou)t (Si Csou (Shi Zhou) 史籀) bízta meg. Így született meg a kínai írás Csou (Zhou) írásának (Csou ven (Zhou wen) 籀文) nevezett változata, amelyet az utókor a „nagy pecsétírás” néven ismer és tart számon. Az írásjegyek új stílusának formáját a „Si Csou (Shi Zhou) kötete” (Si Csou pien (Shi Zhou pian) 《史籀篇》) című gyűjtemény rögzítette, amelyet hagyományosan kb. i. e. 800 körülre datálnak, de a töredékekből ismert mű keletkezési idejét néhány modern kutató inkább helyezi a Hadakozó fejedelemségek vagy a Csin (Qin)-dinasztia korába.

## Forrásai
A „Csou (Zhou) írása” kifejezés először az i. sz. 100 körül összeállított etimológiai szótárban, a Suo-ven csie-ce (Shuowen jiezi)ben jelenik meg. A kínai írás korai formai változatainak és jelentéseinek vizsgálatához nélkülözhetetlen forrásnak számító mű szerzője, Hszu Sen (Xu Shen) (kb. 58-kb. 147) azt állítja, hogy a „Történész” Csou (Zhou) 15 kötetben/fejezetben (pien (pian) 篇) összeállított műben szereplő írásjegyek valamelyes különböznek azoktól, az általa „ősi írásjegyeknek” (ku-ven (guwen) 古文 nevezett karakterektől, amelyekkel például Konfuciusz írta a műveit, vagy amelyekkel a Tavasz és ősz krónika kommentárja, a Co csuan (Zuo zhuan) íródott. Ezt követően pedig úgy hivatkozik rá, hogy a „Történész Csou (Zhou) nagy pecsétírása” (Si Csou ta-csuan (Shi Zhou dazhuan)), amelyekből a Csin (Qin)-kori írásreformátorok, Li Sze (Li Si) és társai merítettek, és némi változtatás után az új írást elnevezték kis pecsétírásnak.
Hszu Sen (Xu Shen) etimológiai szótára 223, állítólag a Si Csou pien (Shi Zhou pian)ből származó írásjegyet ismertet.